# HC Vityaz
El HC Vityaz (del ruso: ХК Ви́тязь) es un club profesional de hockey sobre hielo basado en Podolsk, Óblast de Moscú, Rusia. Son miembros de la división Tarasov de la Liga Continental de Hockey. El equipo es ampliamente conocido por jugar un duro y físico estilo norteamericano de hockey.

## Historia
El club fue fundado en 1996 en Podolsk. En 2000, el equipo se trasladó a la ciudad vecina de Chéjov; sin embargo, el equipo siguió jugando bajo el nombre de Vityaz Podolsk hasta 2004, donde el cambio de nombre se hizo finalmente. El equipo jugó inicialmente sus partidos en casa en el Palacio de Hielo Vityaz en Podolsk, el mismo estadio que el HC MVD utilizado hasta 2006. Esto fue permitido en virtud de la apertura en 2004 de un nuevo pabellón en Chéjov, el Centro de Hockey sobre Hielo 2004, que Vityaz comenzó a usar. Inicialmente, esta arena tenía una capacidad de 1.370 espectadores, que se amplió en 2007-08 a 3.300 espectadores. Vityaz jugó en el nivel más alto del hockey ruso en la temporada2000-01; fue relegado a la Liga Vysshaya al final de la temporada. En 2005, Vityaz llegó a la final de la Liga Vysshaya, pero perdió el campeonato ante el HC MVD por cuatro partidos a uno, pero ganó una promoción de nuevo a la élite.
Los rumores de un regreso a Podolsk surgieron tras la temporada inaugural de KHL, ya que con la expansión de 2007-08 la capacidad de Chéjov estaba por debajo de los estándares de la liga KHL. El equipo volvió a jugar sus partidos en casa en Podolsk, pero permaneció en Chéjov. Para la temporada 2013-14 KHL, el equipo volvió a Podolsk.

## Entrenadores
| - Vyacheslav Anisin, 1 de julio de 1997 – 31 de mayo de 1999 - Alexander Zachesov, 1 de junio de 1999 – 11 de octubre de 2000 - Alexander Barinev, 11 de octubre de 2000 – 30 de abril de 2001 - Valery Belov, 30 de abril de 2001 – 15 de junio de 2003 - Yury Rumyancev, 15 de junio de 2003 – 5 de abril de 2004 - Miskat Fakrutdinov, 5 de abril de 2004 – 16 de enero de 2005 - Alexander Bodunov, 16 de enero de 2005 – 30 de junio de 2005 - Anatoly Bogdanov, 30 de junio de 2005 – 27 de octubre de 2005 - Alexander Bodunov, 27 de octubre de 2005 – 4 de abril de 2006 - Mike Krushelnyski, 4 de abril de 2006 – 31 de marzo de 2007 - Miskat Fakrutdinov, 18 de junio de 2007 – 28 de octubre de 2007 - Sergey Gomolyako, 29 de octubre de 2007 – 5 de noviembre de 2008 - Mike Krushelnyski, 6 de noviembre de 2008 – 3 de diciembre de 2009 - Alexei Yarushkin, 6 de diciembre de 2009 – 14 de octubre de 2010 - Andrei Nazarov, 14 de octubre de 2010 – 18 de mayo de 2012 - Yuri Leonov, 20 de junio de 2012 – 11 de enero de 2014 - Oleg Orekhovskiy, 11 de enero de 2014 – present |